# Sagnlandet Lejre

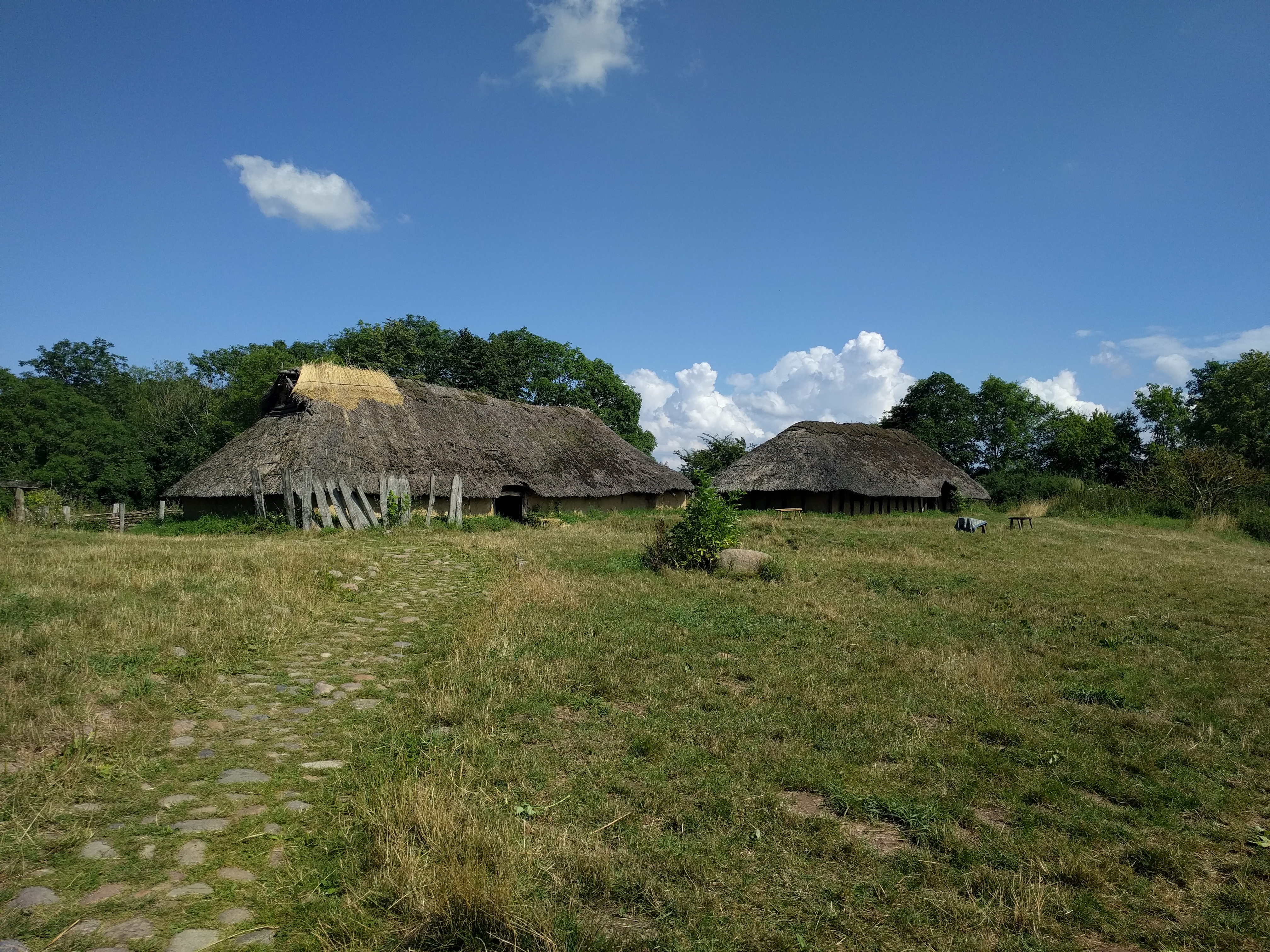

Sagnlandet Lejre is een archeologisch openluchtmuseum in het Deense Lejre. Het museum werd in 1964 gesticht en stond tot 2009 bekend onder de naam Lejre Forsøgscenter. In het museum worden woningen uit de Steentijd, IJzertijd en Vikingen-tijd weergegeven. Blikvanger is de grootste nagebouwde vikinghal van Denemarken. Het museum ligt aan de toeristische vikingroute 'The Rise and Fall of the Vikings'.